# Strade Bianche femminile 2020
La Strade Bianche femminile 2020, sesta edizione della corsa, valevole come seconda prova dell'UCI Women's World Tour 2020 categoria 1.WWT, inizialmente prevista per il 7 marzo e poi posticipata a causa della pandemia di COVID-19, si svolse il 1º agosto 2020 su un percorso di 136 km, con partenza e arrivo a Siena, in Italia. La vittoria fu appannaggio dell'olandese Annemiek van Vleuten, la quale completò il percorso in 4h03'54", alla media di 33,456 km/h, precedendo la spagnola Mavi García e la statunitense Leah Thomas.
Sul traguardo di Siena 45 cicliste, su 125 partite dalla medesima località, portarono a termine la competizione.

## Squadre e corridori partecipanti
| N.      | Cod. | Squadra                         |
| ------- | ---- | ------------------------------- |
| 1-6     | MTS  | Mitchelton-Scott                |
| 11-16   | ALE  | Alé BTC Ljubljana               |
| 21-26   | VAI  | Aromitalia-Basso Bikes-Vaiano   |
| 31-35   | ASA  | Astana Women's Team             |
| 41-46   | BPK  | BePink                          |
| 51-56   | DLT  | Boels-Dolmans Cycling Team      |
| 61-66   | CSR  | Canyon-SRAM Racing              |
| 71-76   | CCC  | CCC-Liv                         |
| 81-86   | WNT  | Ceratizit-WNT Pro Cycling       |
| 91-96   | CGS  | Cogeas-Mettler Pro Cycling Team |
| 101-106 | EPK  | Équipe Paule Ka                 |

| N.      | Cod. | Squadra                       |
| ------- | ---- | ----------------------------- |
| 111-115 | SBT  | Eurotarget-Bianchi-Vittoria   |
| 121-126 | FDJ  | FDJ Nouvelle-Aquitaine        |
| 131-136 | LSL  | Lotto-Soudal Ladies           |
| 141-146 | MOV  | Movistar Team Women           |
| 151-156 | PHV  | Parkhotel Valkenburg          |
| 161-166 | SER  | Servetto-Piumate-Beltrami TSA |
| 171-176 | SUN  | Team Sunweb                   |
| 181-186 | TIB  | Team Tibco-SVB                |
| 191-196 | TOP  | Top Girls Fassa Bortolo       |
| 201-206 | TFS  | Trek-Segafredo                |
| 211-216 | VAL  | Valcar-Travel & Service       |

## Ordine d'arrivo (Top 10)
| Pos. | Corridore             | Squadra    | Tempo    |
| ---- | --------------------- | ---------- | -------- |
| 1    | Annem. van Vleuten    | Mitchelton | 4h03'54" |
| 2    | Mavi García           | Alé        | a 22"    |
| 3    | Leah Thomas           | Paule Ka   | a 1'53"  |
| 4    | Anna van der Breggen  | Boels      | a 2'05"  |
| 5    | Elisa Longo Borghini  | Trek       | a 2'11"  |
| 6    | Marianne Vos          | CCC        | a 2'26"  |
| 7    | Cecilie Uttrup Ludwig | FDJ        | a 2'40"  |
| 8    | Lisa Brennauer        | Ceratizit  | a 3'26"  |
| 9    | Karol-Ann Canuel      | Boels      | a 4'20"  |
| 10   | Marta Bastianelli     | Alé        | a 5'20"  |